# Werniks
Werniks – szlachetny lakier stosowany do celów artystycznych (malarskich). W najprostszej postaci jest roztworem naturalnej lub syntetycznej twardej żywicy w olejku lotnym, alkoholu lub innym rozpuszczalniku. W zależności od przeznaczenia i wymagań skład werniksu może być dużo bardziej złożony.

## Zastosowanie
Werniksy w technikach malarskich (zwłaszcza olejnej i temperowej) stosuje się w zasadzie na cztery sposoby:
- jako werniks pośredni lub izolacyjny, oddzielający od siebie warstwy obrazu
- werniks retuszerski korygujący chłonność (właściwość wchłaniania medium) fragmentów obrazu
- werniks końcowy, nakładany na gotowy obraz w celu zabezpieczenia powierzchni, a czasem zmiany jego wyglądu (pogłębienia tonu lub nadanie połysku)
- medium lub spoiwo do rozrzedzania lub modyfikacji właściwości farb olejnych i temper; dodatek żywicznego werniksu do farb olejnych przyspiesza wysychanie i dodatnio wpływa na trwałość obrazu, a także ułatwia stosowanie laserunków i technik typu sfumato; dodatek werniksu do temper zwiększa ich wodoodporność i zdolność łączenia się z farbami olejnymi[1].

Do wszystkich tych celów można używać takiego samego werniksu, jednak dużo lepsze efekty daje zróżnicowanie jego składu i konsystencji.

## Skład
Podstawowym składnikiem werniksu jest żywica rozpuszczana w odpowiednim rozpuszczalniku. Właściwości rozpuszczalnika decydują o przydatności werniksu do zamierzonych celów – między innymi musi dość szybko i bez reszty wysychać i nie może być agresywny względem podeschniętych farb. W zależności od rodzaju rozpuszczanej żywicy stosuje się:
- olejek terpentynowy, tradycyjny, uniwersalny rozpuszczalnik stosowany od setek lat
- toluen, przy nieumiejętnym stosowaniu nieco bardziej agresywny wobec farb olejnych, za to charakteryzujący się bardzo szybkim wysychaniem
- etanol (alkohol etylowy), stosowany do sporządzania delikatnych werniksów konserwatorskich i używanych w technikach wodnych (np. gwaszu)
- inne rozpuszczalniki organiczne (np. estry), używane do werniksów syntetycznych i specjalnych.

Z żywic naturalnych najczęściej stosowane są:
- damara i mastyks – jako niezbyt twarde i stosunkowo łatwo rozpuszczalne, a także stosunkowo tanie są ciągle jeszcze powszechnie używane do sporządzania (także samodzielnego) uniwersalnych werniksów, gł. przez rozpuszczenie w olejku terpentynowym. Werniks damarowy jest całkowicie bezbarwny, dość miękki, bardzo odporny na deformacje podłoża. Werniks mastyksowy jest twardszy i bardziej kruchy, ma delikatny żółtawo-zielonkawy odcień w grubszej warstwie.
- kopale (także np. bursztyn) stosowane w zwykłej praktyce malarskiej dość rzadko, za to cenne w konserwacji obrazów. Używanie werniksów kopalowych, zwłaszcza z dodatkiem olejów schnących, wymaga dużego doświadczenia i wiedzy technologicznej, ponieważ ze względu na dużą twardość, kruchość i słabe powinowactwo do zwykłej farby olejnej grozi spękaniami i złuszczaniem się warstw obrazu.
- sandarak i szelak – do werniksów spirytusowych.
- balsamy (gęste ciecze otrzymywane z drzew iglastych) z których najcenniejsza do celów malarskich jest terpentyna wenecka. W przeszłości wyżej jeszcze ceniono terpentynę strasburską („biały balsam”), otrzymywaną z niektórych gatunków jodły, ale obecnie produkowane balsamy jodłowe nie wykazują szczególnych zalet w stosunku do innych żywic.

W XVI i XVII w. na północy Europy używano (i wysoko ceniono) „balsamy” olejne, otrzymywane z  oleju lnianego, zagęszczonego na słońcu do konsystencji miodu; po rozpuszczeniu w terpentynie lub olejku terpentynowym powstawał werniks. Według obecnej wiedzy technologicznej stosowanie takich werniksów może być niebezpieczne dla trwałości obrazu olejnego, jednak tworzone z ich użyciem obrazy przetrwały setki lat bez znaczących uszkodzeń.
Współcześnie stosowane są także żywice syntetyczne, zwłaszcza akrylowe, rzadziej winylowe, jednak skład werniksów syntetycznych pozostaje zwykle tajemnicą producenta.
Werniks składający się wyłącznie z roztworu żywicy jest nazywany chudym i stosowany najczęściej jako werniks końcowy (ze względu na łatwość zdjęcia lub zmycia zabrudzonej lub uszkodzonej warstwy wierzchniej) i pośredni (ze względu na neutralność wobec warstw obrazu).

## Dodatki
Właściwości werniksu można modyfikować przez dodatki:
- wosk pszczeli powoduje matowość werniksu końcowego; do werniksów retuszerskich i pośrednich powinien być stosowany bardzo oszczędnie, w ilości najwyżej 2%, ponieważ jego nadmiar może powodować pękanie i odspajanie warstw obrazu. Werniksy z dodatkiem wosku użyte jako medium ułatwiają malowanie impastami, ale uwrażliwiają obraz na wysokie temperatury (np. silne światło słoneczne).
- olejki eteryczne, zwłaszcza sosnowy, lawendowy czy jodłowy, powodują z jednej strony znaczne rozrzedzenie (zmniejszenie subiektywnie odczuwanej gęstości i lepkości) werniksu, a z drugiej – opóźniają wysychanie i powodują mocniejsze związanie werniksu z podłożem (co jest niekorzystne w wypadku werniksu końcowego); duży dodatek olejku eterycznego do medium olejno-żywicznego zwiększa przezroczystość farb (sprzyja laserunkom), ale grozi rozpuszczaniem spodnich warstw obrazu.

## Werniksy tłuste
Przez dodatek oleju schnącego, na przykład lnianego, otrzymuje się werniksy „tłuste”, stosowane najczęściej jako retuszerskie lub medium. Dodatek oleju opóźnia wysychanie medium (umożliwia dłuższą pracę nad warstwą obrazu) i zmienia konsystencję farb na bardziej tradycyjną. Szczególnym rodzajem werniksów są werniksy czysto olejne, otrzymywane przez rozpuszczenie na gorąco żywicy w oleju; poza specjalnymi zastosowaniami (jak np. do złoceń lub impregnacji podobrazia) mogą być używane wyłącznie jako medium. Jedynym wyjątkiem jest zastosowanie gęstego werniksu żywiczno-olejnego jako werniksu końcowego (tzw. olifa) w niektórych szkołach malowania ikon. Werniksy czysto olejne lub bardzo tłuste (z wysoką zawartością oleju) stosowane jako pośrednie i końcowe mogą powodować spękania i odspajanie warstw obrazu, co zdarzało się przy nieudolnych próbach naśladowania klasycznej techniki olejnej i temperowo-olejnej w XIX wieku. Nadmiar oleju w werniksach pośrednich i końcowych z reguły skutkuje też nieodwracalnym żółknięciem lub czernieniem obrazu (np. w monumentalnym malarstwie akademickim XIX w., w którym efekty przestrzenne i światłocieniowe były osiągane z użyciem nadmiaru tłustych, żywiczno-olejnych mediów i werniksów, zwanych przez krytyków sosami).

## Werniksowanie
Werniksy nakładać można pędzlem (najlepiej specjalnie do tego przeznaczonym, szerokim i miękkim), dłonią (sposób preferowany przez wielu artystów) lub przez natryskiwanie (większość obecnie produkowanych werniksów, zwł. syntetycznych, sprzedawana jest w postaci aerozolu). Ten ostatni sposób jest najbezpieczniejszy dla powierzchni obrazu w wypadku werniksu końcowego, ale do werniksowania pośredniego lub retuszerskiego niezbyt się nadaje. Tradycyjną metodą nakładania werniksu jest tamponowanie (z użyciem tamponu z waty lub pakuł owiniętego tkaniną), jednak – jako wymagająca znacznej wprawy i niezbyt bezpieczna dla obrazu – jest ona dość rzadko stosowana.
Werniks należy nakładać jak najcieńszą warstwą, dla otrzymania grubszej warstwy ew. powtarzając zabieg. W wypadku werniksu końcowego konieczne jest całkowite wyschnięcie obrazu, co trwa od kilku dni (tempera, akryl, szybkoschnące farby olejne) do kilku tygodni (farby olejne z dużym dodatkiem werniksu), a nawet kilkunastu miesięcy (olejne impasty, obrazy malowane szpachlą). Nałożenie werniksu końcowego na niewyschnięty obraz grozi jego nieodwracalnym uszkodzeniem (głębokie spękania, krakelura, złuszczanie fragmentów obrazu)

## Inne zastosowania
Werniks o składzie wyżej opisanym lub lekko zmodyfikowanym jest kluczowym składnikiem w technice aureoli (pictura translucida) i malarstwie na bizmucie. Media o składzie podobnym do tłustych werniksów olejnych (mikstion, mordant) są używane do złoceń (złotem płatkowym).

## Inne znaczenia
- Werniksem jest nazywana kwasoodporna emalia, stosowana w wielu technikach graficznych, np. akwaforcie (zob. werniks akwafortowy).
- W technice szypolen rolę werniksu (i tak też jest nazywany) spełnia wodny roztwór kleju skórnego, nakładanego na gotowe malowidło jako warstwa wierzchnia, analogiczna do werniksu końcowego w technice olejnej.
- Tradycyjnie werniksami nazywano też używane w dawnym lutnictwie lakiery o bardzo złożonym i tylko częściowo dziś znanym składzie (wiadomo tylko, że poza żywicami, olejami i terpentyną w ich skład wchodziły także gumy i soki roślinne, miały też postać raczej emulsji niż roztworu).